# Nancy A. Collins
Œuvres principales
- La Volupté du sang

Nancy Averill Collins, le 10 septembre 1959 à McGehee, Arkansas, États-Unis, est une romancière américaine spécialisée dans l'horreur et les vampires. 

## Biographie
Nancy A. Collins a écrit neuf nouvelles depuis 1989 et dans huit d'entre elles, elle décrit des races de créatures qu'elles appellent des Pretenders. Ce sont des monstres issus des mythes et des légendes mais qui prennent la forme humaine pour mieux les chasser.
Elle a reçu le prix Bram Stoker du meilleur premier roman 1989 pour La Volupté du sang. 
Elle invente le personnage de Sonja Blue. 
Elle a aussi écrit des scénarios pour la série de comics Swamp Thing.
En 2006, Nancy A. Collins a écrit le livre (d'après le scénario du film) Destination finale 2 en édition de poche aux États-Unis.
Collins vivait à La Nouvelle-Orléans, Louisiane dans les années 1980, et depuis 2005 vit à Atlanta en Géorgie

### Romans
- La Volupté du sang ((en) Sunglasses After Dark, 1989)
- Appelle-moi Tempter ((en) Tempter, 1990)
- Garouage ((en) Wild Blood, 1993)
- Le Loup Debout ((en) Walking Wolf: A Weird Western, 1994)
- (en) Cold Turkey, 1992
- Péchés Innommables ((en) Nameless Sins, 1994)
- (en) Midnight Blue: The Sonja Blue Collection, 1995
- (en) Kiches And Tales, 1997
- (en) Avenue X, 2000
- (en) Knuckles and Tales, 2001
- (en) Dead Roses For A Blue Lady, 2002
- (en) Dead Man's Hand: Five Tales of the Weird West, 2004

### Anthologies
- Noir comme l'amour, 1998 ((en) Dark Love, 1995)
- (en) Vampyres, 2001